# Table (Giacometti)
Pour les articles homonymes, voir Table (homonymie).
Table ou La Table surréaliste est une sculpture réalisée par Alberto Giacometti en 1933. En plâtre, elle représente une table sur laquelle sont posés différents objets familiers d'un sculpteur, en particulier un buste recouvert d'une toile. Elle est conservée au musée national d'Art moderne, à Paris.